# Hyophila niam-niamiae
Hyophila niam-niamiae là một loài rêu trong họ Pottiaceae. Loài này được Müll. Hal. mô tả khoa học đầu tiên năm 1875.